# 珀烏利什鄉
46°7′N 21°35′E / 46.117°N 21.583°E
珀烏利什鄉（羅馬尼亞語：Comuna Păuliș, Arad），是羅馬尼亞的鄉份，位於該國西部，由阿拉德縣負責管轄，面積128平方公里，海拔高度135米，2011年人口4,120，人口密度每平方公里32人。